# پاتریک ماینکا
پاتریک ماینکا (انگلیسی: Patrick Mainka؛ زادهٔ ۶ نوامبر ۱۹۹۴) بازیکن فوتبال اهل آلمان است.
از باشگاه‌هایی که در آن بازی کرده‌است می‌توان به باشگاه فوتبال آرمینیا بیله‌فلد و باشگاه فوتبال هایدنهایم اشاره کرد.